# Eaton and Eccleston
Eaton and Eccleston är en civil parish i Cheshire West and Chester i Cheshire i England. Det inkluderar Belgrave, Claverton, Iron Bridge och Morris Oak. Den bildades 1 april 2015 
genom en sammanslagning av Eaton och Eccleston civil parishes.